# Dekanija Radlje - Vuzenica
Dekanija Radlje - Vuzenica je rimskokatoliška dekanija, ki spada pod okrilje nadškofije Maribor. 

## Župnije
- Župnija Radlje ob Dravi
- Župnija Vuhred
- Župnija Kapla na Kozjaku
- Župnija Remšnik
- Župnija Sv. Ožbalt ob Dravi
- Župnija Brezno
- Župnija Ribnica na Pohorju
- Župnija Sv. Anton na Pohorju
- Župnija Vuzenica
- Župnija Sv. Primož na Pohorju
- Župnija Trbonje
- Župnija Muta
- Župnija Pernice
- Župnija Sv. Jernej nad Muto